# 諏訪神社 (松本市波田)
諏訪神社（すわじんじゃ）は、長野県松本市波田にある神社である。祭神は建御名方命で、863年（貞観5年）に諏訪大社から勧請された。

## 概要
- 成立後に槻井泉社（天之水分神、大物主神・国之水分神）の社殿と合殿とし、1124年（天治元年）に産土神とした。古くは中波田の神の洞にあったが、中世末に現在地に移された。1584年（天正12年）に本殿造立の記録があるので、このころから地区の産土神になったと考えられる[1]。
- 末社に、竜田社・神明社・津島社・秋葉社・月読社・八王子社・子安社・槻本社がある[1]。
- 境内には大木が多く鬱蒼とした森になっている。

- 諏訪神社入り口、東に面す
- 諏訪神社の舞殿
- 末社の1つ
- 末社の1つ
- 末社の1つ

## 所在地
- 長野県松本市波田

## アクセス
アルピコ交通（通称・松本電鉄）上高地線波田駅の南方930ｍ

## 波田地区内の他の主な神社
- 波多神社
- 三神社